# Violences sexuelles en temps de guerre
Les termes violences sexuelles en temps de guerre recouvrent différents types d’actes : viol, stérilisation forcée, grossesse forcée, prostitution forcée, esclavage sexuel, excision, repassage des seins, etc. La portée de cette expression est toutefois variable dans l’analyse qui en est opérée par les différentes institutions. L’expression « violences sexuelles » est définie dans le cadre de plusieurs disciplines (notamment juridique, médicale et sociologique).
Ces violences sont courantes dans les conflits armés. Parfois utilisées comme arme de guerre ou comme arme de génocide, elles sont au cœur des stratégies militaires de certains groupes armés. Dans ce contexte, elles font l’objet d’une répression particulière : elles ont été appréhendées par le droit international humanitaire dans un premier temps, puis par le droit international des droits de l’homme et le droit international pénal.
Une quantification de ce phénomène est malaisée, du fait que les sévices sexuels dans les conflits armés furent longtemps passés sous silence. Pour autant, ils ont à toutes les époques fait partie intégrante de la guerre. Ces violences furent par exemple observées lors de la Seconde Guerre mondiale, lors de la guerre sino-japonaise (1937-1938) avec le viol de Nankin, ; lors du Conflit du Cachemire, de la Guerre de Bosnie-Herzégovine,. Il en est de même pour les conflits plus récents comme l'invasion de l’Ukraine par la Russie.

## Définitions juridiques

### Le conflit armé
Il est juridiquement plus correct de parler de conflit armé que de guerre, la qualification de conflit armé conditionnant l'application de certains régimes juridiques, notamment le droit international humanitaire. Ils peuvent cependant, dans le langage courant, être considérés comme synonymes.
Un conflit armé est « un recours à la force armée entre États ou un conflit armé prolongé entre les autorités gouvernementales et des groupes armés organisés ou entre de tels groupes au sein d'un État ». Cette définition donnée par le Tribunal pénal international pour l’ex-Yougolavie (TPIY) a été précisée plus tard par ce même Tribunal, qui affirma qu’elle « permet de distinguer un conflit armé non international du banditisme, des émeutes, des actes de terrorisme isolés ou de toute autre situation de ce genre. Ainsi, la Chambre doit se demander i) si les violences armées se sont prolongées et ii) si les parties au conflit étaient organisées ». Il s’agit des critères d'identification d’un conflit armé.

### Les violences sexuelles: plusieurs définitions
Il n’existe pas de définition unique des violences sexuelles, mais de multiples définitions en fonction des institutions qui s’expriment sur la question. Gloria Gaggioli, professeure de droit et directrice de l’Académie de Genève, dans un article paru en 2014 dans la Revue internationale de la Croix-Rouge, a mis en évidence cette pluralité de définitions.
L’Organisation mondiale de la Santé (OMS) définit une violence sexuelle comme étant « [t]out acte sexuel, tentative pour obtenir un acte sexuel, commentaire ou avances de nature sexuelle, ou actes visant à un trafic ou autrement dirigés contre la sexualité d’une personne en utilisant la coercition, commis par une personne indépendamment de sa relation avec la victime, dans tout contexte, y compris, mais sans s’y limiter, le foyer et le travail ». L’OMS adopte ainsi une conception large des violences sexuelles.
Dans le Rapport final sur le viol systématique, l'esclavage sexuel et les pratiques analogues à l'esclavage en période de conflit armé de 1998, présenté par Mme Gay J. McDougall, Rapporteuse spéciale des Nations unies, cette dernière les définit comme étant « des violences, physiques ou psychologiques, infligées par des moyens sexuels ou dans un but sexuel ». Elle précise que « [l]a violence sexuelle englobe les atteintes physiques ou psychologiques portées aux caractéristiques sexuelles d'une personne ; ce peut être l'obligation faite à quelqu'un de se déshabiller entièrement en public, la mutilation des organes génitaux d'une personne ou l'ablation des seins d'une femme ».
La Convention relative aux droits de l’enfant de 1989, entrée en vigueur en 1990, assimile quant à elle « les formes d'exploitation sexuelle et de violence sexuelle » concernant les enfants aux activités et pratiques sexuelles illégales, dont la prostitution et y ajoute l’exploitation aux fins de la production de spectacles ou de matériel de caractère pornographique.
Comme l’ont expliqué de nombreux auteurs, le droit international pénal a également grandement contribué à définir juridiquement les violences sexuelles. Le Statut de Rome de la Cour pénale internationale (CPI) incrimine ainsi l’« esclavage sexuel, [la] prostitution forcée, [la] grossesse forcée, [la] stérilisation forcée ou toute autre forme de violence sexuelle de gravité comparable », n'excluant pas l’existence d’autres formes de violences sexuelles mais ne s'intéressant qu’à celles qui revêtent une gravité particulièrement importante. 
Comme Gloria Gaggioli, Chile Eboe-Osuji ou encore Diane Roman l’ont bien expliqué, la liste des actes qualifiables de violences sexuelles est non exhaustive et est complétée par la jurisprudence et la doctrine, qui, sans prétendre à l'exhaustivité, vont donner de multiples exemples concrets d’actes qualifiés de violences sexuelles,,. Ces auteurs ont donné d’autres exemples :
- la traite à des fins d'exploitation sexuelle[18] et la seule exploitation sexuelle[19],[12],
- l’avortement forcé[19],[12],
- la contraception forcée (dont la stérilisation contrainte)[19],
- l’agression sexuelle[20],[21],[22],[23],
- le mariage forcé[19],
- la mutilation des organes sexuels[24],
- les inspections imposées pour s’assurer de la virginité (tests de virginité)[19].
- le harcèlement sexuel, comme le fait de déshabiller de force[25] ou le fait d’obliger une personne à se montrer nue en public[26],[27].

Sans bien sur s’y limiter, la violence sexuelle comprend le viol, qui a des définitions qui lui sont propres et qui ont pu différer, notamment entre les tribunaux pénaux internationaux , qui ont fait évoluer la définition,,,,,.
Les Éléments des crimes de la CPI ont pris en compte ces évolutions pour donner une définition précise des éléments constitutifs du viol, à savoir :
« 1. L’auteur a pris possession du corps d’une personne de telle manière qu’il y a eu pénétration, même superficielle, d’une partie du corps de la victime ou de l’auteur par un organe sexuel, ou de l’anus ou du vagin de la victime par un objet ou toute autre partie du corps.
2. L’acte a été commis par la force ou en usant à l’encontre de ladite ou desdites ou de tierces personnes de la menace de la force ou de la coercition, telle que celle causée par la menace de violences, contrainte, détention, pressions psychologiques, abus de pouvoir, ou bien à la faveur d’un environnement coercitif, ou encore en profitant de l’incapacité de ladite personne de donner son libre consentement »,,. 
Pour faire simple et reprendre des termes employés et expliqués par Diane Roman, professeure de droit, le viol est une pénétration sexuelle imposée.
Il est précisé que « [l]’expression “possession” se veut suffisamment large pour être dénuée de connotation sexospécifique ». Ainsi, tant un homme (ou garçon) qu’une femme (ou fille) peut être victime de viol.
Cette définition est la plus employée, acceptée, par la communauté internationale,. Un certain nombre de législations nationales ont été adoptées ou amendées afin d’inclure le crime de viol et d’autres crimes sexuels tels que définis par la CPI.

## Les violences sexuelles pratiquées comme arme de guerre ou du moins stratégie militaire
Pendant longtemps, la pratique du viol dans le cadre des conflits armés était « tolérée » voire acceptée. On la considérait comme faisant partie des pillages de la guerre, comme un « stimulant » pour les soldats, à qui on l’autorisait implicitement. Le droit coutumier de la guerre condamne cependant de tels actes depuis la période moderne, sous les plumes de Gentili et de Grotius, mais sans effet coercitif réel à l'époque.
En réalité, de par leurs conséquences extrêmement néfastes souvent recherchées, les viols et plus généralement les violences sexuelles sont également utilisés comme véritable tactique et stratégie de guerre.
Il faut toutefois se départir de l’idée selon laquelle les violences sexuelles en temps de conflits armés sont une fatalité,, puisque cela mène à une banalisation et une reproduction de ce phénomène. Pauline Lepain, juriste de formation, explique en effet que « [l]es peuples à travers les siècles ont été tellement habitués à entendre des légendes de viols sordides lors des campagnes militaires, d’exactions sanguinaires pendant des mises à sac de villages ou de villes entières au cours de conflits, que le viol de guerre est devenu partie intégrante du paysage guerrier. C’est là toute la dangerosité de la banalisation de phénomènes criminels : ils se normalisent à tel point qu’ils ne dérangent ni ne choquent plus tellement, en tout cas pas assez pour déclencher des réponses fermes et efficaces ».

### L'empreinte multiscalaire des violences sexuelles
Cette expression est employée par Pauline Lepain pour décrire la pluralité de conséquences des violences sexuelles, tant physiques que psychologiques, ainsi que par Denis Mukwege, docteur, militant pour les droits humains et prix Nobel de la Paix, la psychiatre Muriel Salmona ou encore Evelyne Josse, psychologue, psychothérapeute, psychotraumatologue[réf. nécessaire].
Parmi les dommages physiques, les violences sexuelles peuvent causer : 
- la mort de la victime. Celle-ci peut résulter de la violence sexuelle directement (conséquence de lésions internes viscérales ou thoraciques, septicémie hémorragie interne, infection à VIH/SIDA, mortalité en couches, etc.),  d’un meurtre par sa famille (pour « laver l’honneur »), d’un suicide etc ;
- des blessures et traumatismes consécutifs à l’introduction du pénis, d’objets ou de substances corrosives dans la bouche, le vagin ou l’anus ;
- des douleurs pelviennes ;
- des saignements vaginaux et rectaux ;
- des lésions (fissures, déchirures, hématomes, ulcérations, perforation, coupures, etc.) anales et/ou rectales, un prolapsus anal
- des fistule obstétricale, vésico-vaginale ou recto-vaginale c’est-à-dire la constitution d'une communication anormale entre le vagin et la vessie ou le vagin ou entre le vagin et le rectum ;
- des mutilations au niveau des organes génitaux (ablation du clitoris, des lèvres vaginales, des seins) ;
- des douleurs au niveau des membres, du tronc, de l’abdomen, du cou et de la tête ;

- des fractures très diverses ;
- des maladies sexuellement transmissibles ;
- la surdité ;
- la cécité ;
- etc[43],[44],[45].

Les violences sexuelles ont aussi des conséquences psychologiques, psychosomatiques et psychotraumatiques multiples. Les violences sexuelles sont tellement terrorisantes et incompréhensibles qu’elles créent une effraction psychique qui provoque un état de sidération. Les victimes sont alors paralysées psychiquement et physiquement. En outre, les violences sexuelles peuvent également être à l'origine d’une dissociation traumatique. Il s’agit d’une déconnexion de la victime avec ses émotions et le stress. La situation semble irréelle, extérieure à la victime elle-même, « comme [si elle] était spectat[rice] des événements [...] anesthésié[e] émotionnellement et physiquement ». Les victimes ont alors « l’impression que leur esprit quitt[e] leur corps ». Elles peuvent aussi causer de graves pertes de confiances dans les autres êtres humains ; une asthénie physique d’origine psychosomatique, c’est-à-dire une fatigue permanente résistant au repos ; des douleurs psychogènes (les victimes souffrent de douleurs sans cause organique) ou encore diverses maladies somatiques (stress et souffrance traumatique peuvent créer ou aggraver des maladies somatiques : hypertension, asthme etc.).
Au-delà de ces souffrances, il y a souvent la mise à mort de l’identité sociale et morale, telle que la société la définit. En ce sens, l’anthropologue Véronique Nahoum-Grappe décrit le phénomène selon lequel le viol « fait “chuter” le “je” vers les zones stigmatisées du “bas” social, dans le sale, le piétiné, le nu, au fond d’une plaie devenue forme du monde… ».
Ces violences ont souvent des conséquences majeures sur la famille ou la communauté tout entière. Le docteur Mukwege explique que « le corps des femmes est un champ de bataille. En le dévastant, l’assaillant déchire aussi le tissu social. Le mari répudie l’épouse ou la fille puis, tenaillé par la honte, fuit le village ». Le viol s’adresse aux hommes, aux pères, aux maris des survivantes, qui, dans les sociétés patriarcales dans lesquelles ils ont l’autorité et la responsabilité de la protection des femmes, sont accablés par « l’immense honte de n’avoir pas su [les] défendre ». Au niveau familial, la force de l'effet déstabilisateur dépend du contexte culturel. En plus des effets émotionnels directs, les violences sexuelles peuvent être vécues comme une atteinte à l'honneur pour la famille.
Au plan familial, l’intensité de l’effet déstabilisateur dépend du contexte culturel : outre l’effet affectif direct, les violences sexuelles sont parfois vécues comme une atteinte à l’honneur, une intolérable tache sur le nom, conduisant souvent au rejet de la victime, parfois à son exécution.
Les survivantes sont perçues aux yeux de la communauté, comme « souillées », « impures », dans des sociétés patriarcales, où la femme n’a de valeur que sous le prisme de la virginité et du mariage. Les femmes violées, courent le risque de tomber enceinte et de donner naissance à des enfants qui dès leur naissance sont stigmatisés, rejetés, portant « le visage de la guerre » ou celui de « l’ennemi ». De plus, « les bourreaux atteignent la lignée elle-même de la communauté, en la plaçant “devant le choix d’intégrer ou de rejeter les enfants du ou des viols” ». Les violences sexuelles peuvent ainsi avoir pour effet de « dévaster voire détruire toute la communauté ».
Les conséquences des violences sexuelles sont donc multiples et à plusieurs échelles : elles peuvent détruire la victime, sa famille, sa communauté et tout un peuple. Elles s’étalent par ailleurs sur plusieurs générations avec une transmission des traumatismes.
C’est ce qui fait des violences sexuelles des armes ou outils si efficaces dans les stratégies militaires.

### Les violences sexuelles comme arme de guerre?
Comme l’ont mis en évidence Gloria Gaggioli et Anne-Marie Roucayrol, les violences sexuelles ont souvent été qualifiées d’« arme de guerre »,. L’emploi de cette expression pour qualifier les violences sexuelles fut notamment opérée par le Conseil de sécurité des Nations unies dans la résolution 1820 de 2008 par ces termes : « utilisée ou commanditée comme arme de guerre prenant délibérément pour cible des civils, ou dans le cadre d’une attaque généralisée ou systématique dirigée contre des populations civiles, la violence sexuelle peut exacerber considérablement tout conflit armé et faire obstacle au rétablissement de la paix et de la sécurité internationales… ». En 2009, c’est au tour de l’Assemblée parlementaire du Conseil de l’Europe de reprendre cette expression dans sa résolution 176 : « [l]a violence sexuelle exercée contre les femmes au cours des conflits armés est un crime contre l’humanité, un crime de guerre, et une arme de guerre totalement inacceptable » ou encore « une arme très efficace ». L'Assemblée Générale des Nations unies, souscrit à cette qualification. La doctrine qualifie elle aussi très fréquemment les violences sexuelles dans certains conflits armés d’ « arme de guerre »,,,, de même que la presse,,. Le discours prononcé à Oslo le 10 décembre 2018 par la Présidente du Comité Nobel norvégien Berit Reiss-Andersen est particulièrement marquant dans l’usage de cette expression : « [l]e comité Nobel norvégien a décidé que le prix Nobel de la Paix 2018 sera décerné à Denis Mukwege et Nadia Murad pour leur lutte contre la violence sexuelle utilisée comme arme en période de conflit armé » ; qualifiant les violences sexuelles d’ « arme inacceptable » et « insupportable ».
Si l'expression fait aujourd'hui consensus, elle est toutefois controversée et a pu faire l’objet de contestations, notamment de la part du journaliste Trinidad Deiros Brontë. Il considère que ce discours du viol comme « arme de guerre » et l’engouement qu’il suscite négligent les taux élevés de violences sexuelles commises par des civils et sont porteurs de diverses effets pervers (encouragement des discriminations graves des populations vulnérables et de l'utilisation de la violence sexuelle comme instrument de négociation par les milices ; complexification de la prévention contre ces abus du fait de la compréhension inexacte de l'identité des auteurs et des facteurs à l'origine de ces actes).
Par ailleurs, comme l’a bien expliqué Gloria Gaggioli, si le terme « arme » n’a pas de définition généralement acceptée en droit international humanitaire, deux éléments communs à la compréhension de cette notion ressortent des diverses définitions existantes. Le terme « arme » s’entend :
- d’un objet, d’une matière, d’un instrument, d’un mécanisme, d’un engin ou d’une substance,
- utilisé pour tuer, blesser, désorienter, menacer une personne ou endommager, détruire un objet[1],[71],[72],[73].

Le Manual on International Law Applicable to Air and Missile Warfare de 2009 donne pour exemples une mitrailleuse, un missile, une bombe ou d’autres munitions. Cette définition exclut l’analyse des violences sexuelles en tant qu’arme de guerre du point de vue du droit international humanitaire, le recours aux violences sexuelles constituant un comportement illégal et criminel.
Il est possible de substituer à l’emploi de l’expression « arme de guerre », celui de l’expression « méthode de guerre » ou de « moyen de guerre »,. En effet, « [a]fin de conserver cette importante connotation et ce caractère hautement infamant, mais aussi d’éviter toute confusion avec les règles et principes du DIH relatifs à la conduite des hostilités, il serait plus exact de décrire les violences sexuelles comme une politique, une tactique ou une stratégie illicite durant un conflit armé ».

### Les violences sexuelles comme méthode de guerre, au sein de la stratégie militaire
La « méthode de guerre » est la manière avec laquelle une arme est utilisée, ou le procédé tactique ou stratégique destiné à dominer et affaiblir l’adversaire dans la conduite des hostilités.
Les violences sexuelles peuvent répondre à cette définition et dès lors être qualifiées de « méthode de guerre », puisqu’elles sont dans de nombreux conflits armés utilisées comme « procédé tactique ou stratégique visant à dominer et affaiblir l’adversaire, que ce soit directement ou indirectement, en blessant la population civile qui est perçue comme soutenant l’ennemi [notamment] lorsqu’elle est commise de manière systématique et couverte par la chaîne de commandement »,,,. En effet, cela renvoie à l’usage des violences sexuelles dans la stratégie et la tactique militaire.
André Beaufre, général d'armée français du XXe siècle définit la stratégie comme « l’art de faire concourir la force à atteindre les buts de la politique » et la tactique comme « l’art d’employer des armes dans le combat pour en obtenir le meilleur rendement »,.
Or justement, comme l’explique Pauline Lepain, le rendement de l'utilisation des violences sexuelles dans les conflits armés, c’est-à-dire le rapport coût/efficacité est « imbattable », puisque « violer les populations ne coûte rien, et provoque des traumatismes visibles sur des générations ».
Établir une ligne de commandement entre les ordres de la hiérarchie militaire et les sévices sexuels commises par les soldats n’est pas chose aisée. Les directives peuvent en effet être orales ou plus souvent encore implicites,.  L’intention politique derrière l’usage des violences sexuelles peut tout de même être déduite de certains éléments. Elle peut par exemple être déduite « du contenu idéologique qui sous-tend le conflit » ; du climat de violence extrême et de cruauté qui entoure ces violences sexuelles ; de la mise en scène et publicité de ces actes ; du « caractère massif et systématique des exactions sexuelles, et de l’absence de tout essai de les contenir ou de les punir de la part des autorités ».

#### La violence sexuelle au service du nettoyage ethnique
Les violences sexuelles sont parfois utilisées pour opérer un nettoyage ethnique au sein des populations. Quatre exemples peuvent être cités :
La violence sexuelle a notamment été utilisée au service du génocide des Tutsis au Rwanda,,. Une véritable propagande incitait les Hutus à violer ou tuer les femmes Tutsies, considérées comme espionnes et cristallisant l’histoire du clivage social au Rwanda,, avec des consignes de violences sexuelles. Les femmes et fillettes ont été massivement violées dans une intention d’éradiquer les Tutsis. Cette intention peut entre autres être déduite des autres violences sexuelles entourant souvent les viols dans ce contexte. Les contaminations par le virus du sida étaient fréquentes, de même que les mutilations des organes sexuels. Aussi bien les hommes que les femmes et les enfants étaient victimes de ces sévices sexuelles. Il y avait une volonté d’éradication des Tutsi en empêchant les naissances, qui transparaît également des chants de guerre : « exterminons les, exterminons les, tsemba, tsemba, tsembe ! » et des témoignages des victimes.
Un « nettoyage ethnique » pratiqué entre autres par le biais des violences sexuelles a aussi été pratiqué dans le contexte de la guerre d’ex-Yougoslavie par les forces serbes en Bosnie-Herzégovine. Cela a notamment été mis en évidence par une commission d'experts internationaux qui a démontré que « le viol ainsi que les violences sexuelles » étaient probablement le « produit d’une politique », du fait la systématicité de leur pratique par certaines des parties et de l’absence totale de prévention de ces crimes, de poursuite et de punition de leurs auteurs. En effet, les serbes se sont attaqués à la capacité de reproduction et la sexualité des bosniaques musulmans afin d’anéantir cette population. Cela est passé par des ablations sexuelles, des castrations et une « prise de contrôle des ventres à Foca ». Le viol massif  était lui aussi « un outil, une tactique, une stratégie de guerre officielle au sein d’un contexte de campagne génocidaire utilisée à des fins de contrôle du pouvoir ».
En Birmanie, les forces de sécurité ont commis des viols systématiques de femmes et de filles dans le cadre d'une campagne de nettoyage ethnique menée à l'encontre des musulmans Rohingyas dans l'État de Rakhine. Cela a été documenté dans un rapport de 2017 de Human Rights Watch. Skye Wheeler, chercheuse sur les situations d'urgence, division Droits des femmes a expliqué dans ce rapport que « le viol a constitué un élément prépondérant et dévastateur de la campagne de nettoyage ethnique menée par l'armée birmane contre les Rohingyas »,. Karima Guenivet faisait elle aussi ce constat dès 2001.
Enfin, Daesh en Syrie et en Irak utilise les violences sexuelles pour faire disparaître les minorités turkmènes et yézidis,.

#### La violence sexuelle utilisée au service d’intérêts économiques
Les violences sexuelles sont parfois utilisées pour faire fuir des populations dans l’espoir d'acquérir la mainmise sur des territoires. C’est le cas dans les régions du Kivu en République Démocratique du Congo. Le docteur Mukwege a par une étude statistique de 2009 mis en évidence le fait que la localisation des luttes pour le contrôle des minerais coïncide avec la survenance des violences sexuelles contre les femmes et fillettes. Les sévices sexuels sont alors utilisées pour faire fuir massivement les populations et prendre le contrôle de ces territoires et des richesses qu’ils contiennent,.
Les violences sexuelles peuvent également permettre de financer certains groupes armés, notamment terroristes par le biais de l’esclavagisme sexuel et de demandes de rançons. L’État islamique notamment tire une partie de ses financements de ces pratiques,.
Une pratique similaire permet également de financer certains groupes armés : la prostitution forcée.
Ces pratiques ont également été massivement utilisées en Sierra Leone et s’observent de nos jours en Libye, Mali, Somalie, Nigeria.

#### La violence sexuelle comme outil de contrôle des populations et de répression de l’opposition
Les violences sexuelles sont un outil efficace de terreur et de répression.
Dans le contexte de la guerre civile qui touche la Syrie depuis 2011, par exemple, les violences sexuelles sont utilisées au service de la terreur pour réprimer l’opposition et la révolution. Les filles et garçons des opposants sont violés pour briser leurs parents révolutionnaires ou les punir d’avoir manifesté par exemple. Cela permet de « faire un choc, détruire la velléité de révolte au sein de la société syrienne », les ordres étant parfois explicites. L’ONU affirma en 2014 par la voix de son secrétaire général avoir « rassemblé des preuves de la violence sexuelle subie par des enfants détenus par les forces gouvernementales dans des lieux de détention officiels ou clandestins ».
Des pratiques similaires ont été observées dans la guerre civile colombienne, où « malgré la mise à l’écart de l’ennemi révolutionnaire, la violence sexuelle contre les femmes perdure, forme pérenne d’un dispositif visant à maintenir l’ordre paramilitaire ».
La terreur sexuelle, permet ainsi d’instaurer un contrôle sur la population, de neutraliser toute opposition par la domination.
Des pratiques similaires sont observables aujourd'hui dans le cadre de l’oppression des manifestants par le régime iranien,,,,.

#### La violence sexuelle au service du recrutement
Les violences sexuelles sont également un argument mis en avant dans le recrutement des soldats dans certaines forces armées. C’est notamment le cas de l’État islamique qui a théologisé le viol et « attire les combattants hommes par la promesse de femmes [...] destinées à assouvir leurs moindres désirs »,.

#### La violence sexuelle comme outil de torture pour obtenir des renseignements
Les violences sexuelles sont également un outil de torture extrêmement efficace pour obtenir des informations, des renseignements auprès de détenus. 
La CIA, principale agence de renseignement des États-Unis les a largement utilisées dans sa lutte contre le terrorisme,,. C’est notamment le cas dans ses prisons secrètes à Guantanamo, ou encore à Bagram. Parmi les méthodes utilisées dans ce système de « torture sexuelle » développé par la CIA, le viol par sodomie est utilisé sur les détenus masculins, avec la complicité de médecins. Une autre méthode consiste pour les interrogatrices à humilier les hommes de confession musulmane et les empêcher de prier, en se mettant à nu et ou se frottant à eux par exemple.
Le viol comme outil de torture pour obtenir des renseignements fut également observé lors du conflit de 2017 en Ukraine.
Il existe également des violences sexuelles d’opportunité, qui sont observables dans les conflits armés mais ne s’inscrivent dans aucune stratégie militaire, qui sont plutôt le prolongement des violences sexuelles déjà présentes en temps de paix, qui sont parfois favorisées par le contexte de guerre (plus d’ordre public, de norme sociale)[réf. nécessaire].
La qualification des violences sexuelles d’arme de guerre ou celle de méthode de guerre, sont souvent employées aujourd’hui dans un sens non technique mais plutôt symbolique pour accentuer la conscience de la gravité de ces actes et mettre en avant l’idée qu’elles s’inscrivent souvent dans de véritables stratégies.

## L’appréhension des violences sexuelles en temps de guerre par le droit international humanitaire
Si les violences sexuelles sont commises en tout temps, c’est principalement dans les contextes de conflits armés que ces dernières ont suscité une attention particulière, en raison notamment de leur intensité et de leur caractère massif. Pour autant, si en période de conflit armé les violences sexuelles sont considérées comme un crime grave, pendant longtemps aucune interdiction de cette pratique n’émerge. Ainsi, Grotius affirme en 1614 que « [l]es viols commis sur les femmes dans les guerres sont permis et non permis. Ceux qui les ont permis ont considéré l'injure seule faite à la personne d'autrui (..) Les autres pensent mieux, qui considèrent ici non pas seulement l'outrage, mais encore l'acte lui-même de passion brutale, et qui remarquent que cet acte n'a de rapports ni avec la sécurité, ni avec la punition, et que, par conséquent, il ne doit pas plus dans la guerre que dans la paix être impuni ». En effet, malgré l’existence de codes militaires prohibant pour certain le viol en temps de guerre, il reste difficile d’y déceler une pratique établie.
Durant la seconde moitié du XIXe siècle, différents manuels militaires américains prohibent le viol en temps de guerre. Le plus célèbre étant le code Lieber, dont l’ambition était de codifier le droit international coutumier. Ce dernier prohibe expressément en son article 44 le viol par les militaires, et autorise la peine de mort pour sanctionner cet acte. Cette interdiction vise toutefois autant à protéger le “caractère sacré des relations de famille” qu’à protéger les femmes.  Cette conception des violences sexuelles a inspiré par la suite les conventions de droit international humanitaire condamnant les violences sexuelles en tant que crime d’”honneur”.
Les premières conventions du droit international humanitaire, adoptées à la fin du XIXe siècle et au début du XXe comportent très peu de dispositions précises s’agissant des violences sexuelles. Les rares dispositions évoquant le viol le font de manière indirecte et ne le condamnent pas en tant que crime à part entière, mais en tant qu’atteinte à l’honneur et aux droits de la famille. Ainsi, l’article 46 de la Convention de La Haye de 1899 concernant les lois et coutumes de la guerre sur terre de même que l’article 46 du Règlement concernant les lois et coutumes de la guerre sur terre annexé à la Convention de 1907 imposent aux belligérants de protéger “ l’honneur et les droits de la famille” .
Les violences sexuelles ne sont considérées à l’époque que sous le prisme de l’honneur et de la famille, sous évaluant de facto les souffrances physiques et psychologiques des victimes.
Les Conventions de Genève, adoptées après la Seconde guerre mondiale, maintiennent la condamnation des violences sexuelles sous le prisme de la protection de l’honneur. Le viol en temps de guerre est expressément interdit par la quatrième Convention de Genève en son article 27. Bien que cet article soit progressiste à l’époque de son adoption, notamment en ce qu’il est le premier à mentionner le viol en tant que tel, un amalgame apparait. En effet, l’article dispose « Les femmes seront spécialement protégées contre toute atteinte à leur honneur, et notamment contre le viol, la contrainte à la prostitution et tout attentat à la pudeur (...) ». En utilisant ce terme bien spécifique, l’article entérine la conception selon laquelle, une femme violée est déshonorée et perd une vertu perçue comme essentielle pour la construction de son avenir dans certaines sociétés.
De même les articles 12 de la première et deuxième Convention, ainsi que l’article 14 de la troisième Convention de Genève, réservent une protection et un traitement particuliers aux femmes « avec tous les égards particuliers dus à leur sexe ».
D’autre part, s’il est fait référence à la prostitution forcée ou encore aux attentats à la pudeur, aucune des quatre Conventions de Genève ne mentionne explicitement le terme de « violences sexuelles ».  L’article 147 de la quatrième Convention de Genève, dresse une liste des actes constitutifs d’infractions « graves » sans mentionner le viol, au contraire de la torture, des traitements inhumains ou de l’intégrité physique. Le vocabulaire utilisé pour désigner les violences sexuelles en période de conflit armé est révélateur de la conception de l’époque : elles sont présentées comme une atteinte à l’honneur de la famille ou de la femme plutôt que comme un acte de violence. Ceci contraste avec la majorité des articles contenus dans les conventions de Genève, qui utilisent des formules strictes dans l’interdiction de certains comportements : « Aucune personne protégée ne pourra » ou encore « il est interdit de ».
L’adoption des Protocoles Additionnels en 1977 va cependant marquer une amélioration dans la protection des individus contre les violences sexuelles en période de conflit armé. Les articles consacrés à la protection des femmes, ne mentionnent plus l’atteinte à « l’honneur » et désormais les violences sexuelles sont rattachées au principe de dignité humaine. Ainsi en vertu de l’article 75 du premier protocole additionnel, il est affirmé que « 2. Sont et demeureront prohibés en tout temps et en tout lieu les actes suivants, qu'ils soient commis par des agents civils ou militaires : (…) b) les atteintes à la dignité de la personne, notamment les traitements humiliants et dégradants, la prostitution forcée et toute forme d'attentat à la pudeur (…) ».  L’article suivant précise en outre « 1. Les femmes doivent faire l'objet d'un respect particulier et seront protégées, notamment contre le viol, la contrainte à la prostitution et toute autre forme d'attentat à la pudeur ».
Le second protocole additionnel associe également l’interdiction des violences sexuelles au principe de dignité humaine : Son article 4 prévoit à ce titre que « 2. Sans préjudice du caractère général des dispositions qui précèdent, sont et demeurent prohibés en tout temps et en tout lieu à l'égard des personnes visées au paragraphe 1 (toutes les personnes qui ne participent pas directement ou ne participent plus aux hostilités) : e) les atteintes à la dignité de la personne, notamment les traitements humiliants et dégradants, le viol, la contrainte à la prostitution et tout attentat à la pudeur (...) ».

## L’appréhension des violences sexuelles en temps de guerre par le droit international des droits de l’Homme
Le droit international des droits de l’Homme est une branche du droit international qui s’applique en temps de paix comme en temps de guerre,,. Or, une protection contre les violences sexuelles existe dans certains traités de droit international des droits de l’Homme. Il est aussi possible de protéger les femmes, hommes et enfants contre ces pratiques en passant par d’autres droits reconnus et que les États se sont engagés à protéger par le biais d’autres conventions. « Conventions » et « traités » sont des termes synonymes désignant des « accord[s] internationa[ux] conclu[s] par écrit entre États et régi par le droit international », des instruments contraignants par lesquels les États s’engagent à respecter certaines normes. 

### Les droits protégeant spécifiquement contre les violences sexuelles en temps de paix comme de guerre
Le droit international des droits de l’Homme protège les femmes contre différents types de violences sexuelles. Cette protection existe tant au niveau universel qu’au niveau régional.
Une protection contre le mariage forcé est prévue dans le Pacte international relatif aux droits économiques, sociaux et culturels, qui reste muet quant aux autres violences sexuelles.
La Convention sur l’élimination de toutes les formes de discrimination à l’égard des femmes de 1979 pose une interdiction explicite du « trafic des femmes et [de] l'exploitation de la prostitution des femmes », obligeant les États l’ayant ratifiée à prendre « toutes les mesures appropriées, y compris des dispositions législatives » pour les supprimer. Cette dernière n’évoque toutefois pas les autres formes de violences sexuelles.
La Convention interaméricaine sur la prévention, la sanction et l’élimination de la violence contre la femme, (Convention Belém do Pará) de 1994 interdit « la violence contre la femme », qui comprend non seulement la violence physique et psychologique, mais aussi les violences sexuelles, aussi bien dans la vie publique que dans la vie privée.
Le Protocole à la Charte africaine des droits de l’homme et des peuples, relatif aux droits de la femme en Afrique (Protocole de Maputo) interdit, comme dans la Convention Belém do Pará, la violence à l’égard des femmes et contient un certain nombre de dispositions visant à protéger les femmes contre les violences sexuelles. Son article 11 § 3 traite expressément des conflits armés en obligeant les États parties à « protéger les femmes demandeurs d’asile, réfugiées, rapatriées ou déplacées, contre toutes les formes de violence, le viol et autres formes d’exploitation sexuelle et à s’assurer que de telles violences sont considérées comme des crimes de guerre, de génocide et/ou de crimes contre l’humanité et que les auteurs de tels crimes sont traduits en justice devant des juridictions compétentes ».
Aucun traité européen ne vise spécifiquement à lutter contre ce type de violence, mais le Comité des ministres du Conseil de l’Europe a adopté une recommandation sur la protection des femmes contre la violence qui invite les États membres à « incriminer le viol, l’esclavage sexuel, la grossesse et la stérilisation forcées ou toute autre forme de violence sexuelle d’une gravité comparable en tant que violation intolérable des droits de la personne humaine, en tant que crimes contre l’humanité et, quand elles sont perpétrées en situation de conflit armé, en tant que crimes de guerre ».
Diane Roman a mis en lumière les obligations qu’elle faisait peser sur les États, à savoir : 
- l’ « obligation de respecter », c’est-à-dire une « une obligation d’abstention »,
- l’ « obligation positive de protéger les bénéficiaires de ces droits », et
- l’ « obligation de réaliser les droits », obligation là aussi positive d’intervention de l’État[141].

Aucune convention ne protège spécifiquement les hommes contre les violences sexuelles, qui les subissent également. En effet, à titre d’exemple, la première condamnation pour violence sexuelle en Bosnie est un cas masculin, et au Rwanda de nombreux enfants furent violés.

### Protection spécifique pour les enfants
La Convention relative aux droits de l’enfant de 1989, entrée en vigueur en 1990 protège les enfants contre toutes les formes de brutalité (physique ou mentale), de mauvais traitements ou d'exploitation, y compris la violence sexuelle (notamment en adoptant les mesures législatives, administratives, sociales et éducatives appropriées). Elle contraint notamment les États parties à empêcher « a) [q]ue des enfants ne soient incités ou contraints à se livrer à une activité sexuelle illégale; b) [q]ue des enfants ne soient exploités à des fins de prostitution ou autres pratiques sexuelles illégales ; c) [q]ue des enfants ne soient exploités aux fins de la production de spectacles ou de matériel de caractère pornographique ». Enfin, elle protège les enfants contre les atteintes à la vie privée, à l’honneur et à la réputation. Son Protocole facultatif précise et complète cette lutte contre la vente d’enfants, la prostitution des enfants et la pédopornographie.
Par ailleurs, la Charte africaine des droits et du bien-être de l’enfant interdit les abus et mauvais traitements sur les enfants, l’exploitation sexuelle et la traite ainsi que l’enlèvement d'enfants.
Il existe donc aussi un corpus de droits protégeant spécifiquement les enfants. Les seuls oubliés dans cette lutte contre les violences sexuelles sont les hommes. Ces derniers peuvent quand même s’en protéger grâce à d’autres dispositions[lesquelles ?] du droit international des droits de l’homme.

### La protection contre la torture et autres peines ou traitements inhumains ou dégradants
L’absence d’interdiction spécifique des violences sexuelles dans la plupart des traités relatifs aux droits de l’homme ne signifie pas qu’ils n’interdisent pas le viol et d’autres formes de violence sexuelle. En effet, il existe en droit international des droits de l’homme une norme interdisant la torture et aux autres peines ou traitements cruels, inhumains ou dégradants. Cette interdiction est une norme de jus cogens,,, ce qui signifie qu’aucune dérogation n’est permise et qu’elle ne peut être modifiée que par une nouvelle norme du droit international général ayant la même qualité.
Or, un ensemble de traités relatifs aux droits de l’homme protège contre la torture et les autres peines ou traitements inhumains ou dégradants, obligeant les États à prendre des mesures (législatives, administratives et judiciaires) efficaces pour empêcher ces actes sur leur territoire,,,. La Convention contre la torture et autres peines ou traitements inhumains dégradants, qui vise spécifiquement à lutter contre ce type d’actes les définit comme :
« tout acte par lequel une douleur ou des souffrances aiguës, physiques ou mentales, sont intentionnellement infligées à une personne aux fins notamment d'obtenir d'elle ou d'une tierce personne des renseignements ou des aveux, de la punir d'un acte qu'elle ou une tierce personne a commis ou est soupçonnée d'avoir commis, de l'intimider ou de faire pression sur elle ou d'intimider ou de faire pression sur une tierce personne, ou pour tout autre motif fondé sur une forme de discrimination quelle qu'elle soit, lorsqu'une telle douleur ou de telles souffrances sont infligées par un agent de la fonction publique ou toute autre personne agissant à titre officiel ou à son instigation ou avec son consentement exprès ou tacite », précisant que « [c]e terme ne s'étend pas à la douleur ou aux souffrances résultant uniquement de sanctions légitimes, inhérentes à ces sanctions ou occasionnées par elles ».
Cette définition a aujourd'hui une valeur coutumière, : « le droit international coutumier n’exige pas que le crime soit commis par un agent de la fonction publique lorsque la responsabilité pénale d’un individu est mise en cause en dehors du cadre fixé par la Convention relative à la torture ».
Gloria Gaggioli  a mis en évidence le fait que cette interdiction « offre une base solide pour interdire pratiquement toutes les formes de violences sexuelles en tout temps ». Diane Roman partage ce constat. 
Dès 1986, le rapporteur spécial sur la question de la torture estima que les violences sexuelles constituaient l’une des méthodes de torture physique,,. Ceci fut confirmé an 1992 par la Commission des droits de l’homme qui estima qu’ « [i]l est évident que dans la mesure où, de manière particulièrement ignominieuse, ils portent atteinte à la dignité et au droit à l’intégrité physique de la personne, le viol et toutes les autres formes de violence sexuelle dont peuvent être victimes les femmes placées en détention constituent des actes de torture ».
Comme l'expliquent les professeures Roman et Gaggioli,, la jurisprudence des juridictions régionales de protection des droits de l’Homme puis des tribunaux internationaux pénaux a confirmé ce constat.
Elles le firent dans un premier temps pour le viol. La Commission interaméricaine des droits de l’homme (CIADH) tout d’abord, juge en 1996 que le viol d’une femme détenue par un militaire constituait un acte de torture au sens de la Convention interaméricaine pour la prévention et la répression de la torture, dès lors que ce viol avait été commis intentionnellement par un représentant de l’État dans le but de punir personnellement et d’intimider sa victime,. La Cour européenne des droits de l’homme (CEDH) affirme en 1997 que « l’ensemble des actes de violence physique et mentale commis sur la personne de la requérante et celui de viol, qui revêt un caractère particulièrement cruel, sont constitutifs de tortures interdites par l’article 3 de la Convention ». La solution fut confirmée depuis.
La jurisprudence des juridictions pénales internationales s’accorde également pour assimiler non seulement les viols, mais également d’autres violences sexuelles à des actes de torture et de traitements inhumains ou dégradants. En effet, comme l’explique la professeure Gaggioli, le TPIY qualifie les violences sexuelles d’actes de torture dans la mesure où elles « causent nécessairement une douleur ou des souffrances aiguës, physiques ou mentales ». Les violences sexuelles sont par ailleurs dans l’immense majorité des cas « intentionnellement inflig[ées] ». Elles visent bien souvent une fin spécifique de punition, contrainte, discrimination ou intimidation, ce qui est inhérent aux situations de conflit armé. Concernant l’exigence de l’implication d’un agent de la fonction publique dans l’acte de torture, cela n’exclue pas la répression des violences sexuelles commises par des personnes à titre privé, puisqu’un État a le devoir de protéger les individus contre les actes de torture perpétrés par des personnes agissant à titre privé.
Ainsi, pour le TPIY, le TPIR, comme la CEDH et la CIADH, le viol équivaut à un acte de torture ou une peine ou un traitement cruel, inhumain ou dégradant. Et il en va de même pour d’autres actes de violences sexuelles telles que le fait de forcer une personne à assister au viol d’un parent proche, la stérilisation forcée, la fouille corporelle d’un prisonnier de sexe masculin en présence d’une surveillante, le fait d’enfoncer une matraque de police dans l’anus d’un détenu et de forcer des détenus de sexe masculin à pratiquer des fellations entre eux ou pour toute forme de violence sexuelle employée comme sanction officielle,.
Le Comité contre la torture affirme quant à lui en 2019 que les viols et les violences sexuelles perpétrés délibérément pendant un conflit armé, dans l’objectif de punir, d’intimider, d’humilier et d’avilir la victime constituent un acte de torture au sens de l’article premier de la Convention.
Ainsi, la protection contre la torture ou autres peines ou traitements inhumains ou dégradants constitue un outil privilégié de lutte contre les violences sexuelles en temps de guerre (comme en temps de paix). Et cela est d’autant plus vrai que la Convention contre la torture impose expressément aux États parties l’obligation de procéder immédiatement à une enquête impartiale chaque fois qu’il y a des motifs raisonnables de croire qu’un acte de torture a été commis, sous peine de violer la Convention violation contre la torture.
D'autres normes de droit international des droits de l’homme permettent de lutter contre les violences sexuelles. Le Comité pour l’élimination de la discrimination à l’égard des femmes explique ainsi que la violence fondée sur le sexe, qui peut inclure des violences sexuelles, est une forme de discrimination,, idée également développée par la professeure Diane Roman. La Commission des droits de l’homme a quant à elle jugé que le viol et toutes les autres formes de violence sexuelle « portent atteinte à la dignité et au droit à l’intégrité physique de la personne », ce qu’explique également Madame Roman.

## L’appréhension des violences sexuelles en temps de guerre par le droit international pénal
Le droit international pénal aborde ces questions par une jurisprudence riche et par des Conventions ayant consacré ces évolutions jurisprudentielles. Le Conseil de sécurité des Nations unies a confirmé ces évolutions.

### Approche jurisprudentielle
Au début des années 1990, la communauté internationale est témoin de violations massives et systématiques du droit international humanitaire, notamment au Rwanda et en Ex-Yougoslavie. Afin de s’assurer que les crimes commis ne demeurent pas impunis, le Conseil de sécurité va, par deux résolutions, mettre en place des tribunaux pénaux internationaux : le tribunal international pour le Rwanda (TPIR) et le tribunal international pour l’Ex-Yougoslavie (TPIY). Il s’agit de la seconde génération de juridictions pénales internationales (après le tribunal militaire international de Nuremberg et le tribunal militaire international de Tokyo). 
Les crimes de violences sexuelles ont pu être assimilés à des crimes contre l’humanité, de génocide et de crimes de guerre par les TPI. Dès lors, que le viol ou plus généralement les violences sexuelles, sont utilisés comme outil de destruction dans le contexte d’un nettoyage ethnique, ils peuvent s’apparenter à un génocide. Ces derniers peuvent avoir pour objectif de terroriser les victimes et les membres du groupe, en ayant recours au viol collectif, à la torture sexuelle ou encore à des fécondations forcées. Les femmes jouent souvent un rôle essentiel dans la communauté et leur destruction physique et psychologique, par le viol ou des violences sexuelles, peuvent imprégner rapidement l’ensemble du groupe. Violer des femmes appartenant à une communauté peut être perçu comme violer le corps de l’ensemble de la communauté, conduisant non seulement à la destruction de la femme, mais également du tissu communautaire.

### Étude des statuts respectifs du TPIR et du TPIY
Les statuts du TPIR et du TPIY sont adoptés respectivement par la résolution 955 du Conseil de sécurité en date du 8 novembre 1994 et par la résolution 827 du Conseil de sécurité le 25 mai 1993. La différence principale entre les deux statuts et la juridiction de ces deux tribunaux réside dans la nature du conflit armé. En effet, la situation au Rwanda relevait d’un conflit armé non international, tandis que la situation en Ex-Yougoslavie relevait à la fois d’un conflit armé non international mais également d’un conflit armé international.
Dès lors, le TPIY était compétent pour juger des crimes de génocide, crimes contre l’humanité et crimes de guerre (violations aux lois et coutumes de guerre). Alors que la compétence du TPIR se limitait pour sa part aux crimes de génocide, crimes contre l’humanité et violations de l’Article 3 commun aux Conventions de Genève et du Protocole additionnel II. Cette distinction est importante puisque la jurisprudence de ces tribunaux permettra d’inclure les violences sexuelles à la fois dans la qualification des crimes de guerre dans le cadre des conflits armés internationaux et des conflits armés non-internationaux, distinction qui a toute son importance en droit international humanitaire (voir infra).
L’article 2 et 4 des statuts respectifs du TPIR et du TPIY, définissent le crime de génocide comme “l’un quelconque des actes ci-après, commis dans l’intention de détruire, en tout ou en partie, un groupe national, ethnique, racial ou religieux”. Parmi les actes mentionnés on peut relever “l’atteinte grave à l’intégrité physique ou mentale de membres du groupe”,ou encore “les mesures visant à entraver les naissances au sein du groupe”,,. Bien qu’il n’existe aucune référence directe aux violences sexuelles, ces dispositions permettront aux juges d’inclure celles-ci dans les actes constitutifs de génocide.
L’article 3 du statut du TPIR et l’article 5 du statut du TPIY définissent le crime contre l’humanité comme “les crimes suivants lorsqu’ils ont été commis dans le cadre d’une attaque généralisée et systématique dirigée contre une population civile quelle qu’elle soit, en raison de son appartenance nationale, politique, ethnique, raciale ou religieuse”. Parmi les crimes, est mentionné pour la première fois le viol,,. Cependant, d’autres crimes sont pertinents pour assurer la poursuite des violences sexuelles, notamment la mention de l’esclavagisme,, la torture, ou les “autres traitements inhumains”,.
En ce qui concerne les crimes de guerre, l’article 2 du statut du TPIY ne mentionne pas les violences sexuelles de manière explicite. En revanche, il mentionne “la torture ou les traitements inhumains” ainsi que le “fait de causer intentionnellement de grandes souffrances ou de porter des atteintes graves à l’intégrité physique ou à la santé”. De son côté, le statut du TPIR reconnaît non seulement “[l]es atteintes portées à la vie, à la santé et au bien-être physique ou mental des personnes, en particulier le meurtre, de même que les traitements cruels tels que la torture, les mutilations ou toutes formes de peines corporelles”, mais également “[l]es atteintes à la dignité de la personne, notamment les traitements humiliants et dégradants, le viol, la contrainte à la prostitution et tout attentat à la pudeur”. 

#### Les violences sexuelles: éléments constitutifs du crime de génocide
Le TPIR, dans le cadre de l’affaire Akayesu, a été la première juridiction internationale à faire le lien entre le crime de viol et le génocide. Les victimes venues témoigner ont permis de lever le voile sur des crimes qui, jusque très récemment, n'étaient même pas définis en droit international. Les témoins ont relaté des événements macabres, des viols systématiques, massifs et d’autres traitements inhumains infligés aux femmes. Ceci a permis au tribunal de rendre des conclusions allant dans le sens d’une reconnaissance explicite du lien entre les viols et le génocide. À ce titre, la Chambre statue : 
« La Chambre insiste sur le fait que, selon elle, ils [les viols et les violences sexuelles] sont bien constitutifs de génocide, au même titre que d’autres actes, s’ils ont été commis dans l’intention spécifique de détruire, en tout ou partie, un groupe spécifique, ciblé en tant que tel. En effet, les viols et violences sexuelles constituent indubitablement une atteinte grave à l’intégrité physique et mentale des victimes et sont même selon la Chambre, l’un des pires moyens d’atteinte à l’intégrité de la victime, puisque cette dernière est doublement attaquée : dans son intégrité physique et son intégrité mentale. (…) La violence sexuelle faisait partie intégrante du processus de destruction particulièrement dirigé contre les femmes Tutsies et ayant contribué de manière spécifique leur anéantissement et à celui du groupe Tutsi considéré comme tel ». 
Non seulement, la Chambre reconnaît que les viols et violences sexuelles constituent une atteinte des plus graves à l’intégrité physique et mentale des victimes, mais elle a également reconnu que les viols et les violences sexuelles pouvaient constituer un génocide sur le fondement de l’article 2(2)d) de son statut. Cet article dispose que les « mesures visant à entraver les naissances au sein du groupe, commis dans l’intention de détruire, en tout ou en partie, un groupe national, ethnique, racial ou religieux » constitue un génocide. Sur ce fondement la Chambre estime que « la mutilation sexuelle, la pratique de la stérilisation, l’utilisation forcée de contraceptifs, la séparation des sexes, l’interdiction des mariages », sont des mesures qui peuvent être interprétées comme visant à entraver les naissances au sein du groupe.
Plus tard, le TPIY fera également le lien entre la grossesse forcée et le génocide : dans de cadre de l’affaire Le procureur c. Furundžija, les juges ont déclaré que le viol, « [p]eut également constituer […] un acte de génocide, si les éléments constitutifs sont réunis, et faire l’objet de poursuites en tant que tel ».

##### Les violences sexuelles: éléments constitutifs du crime contre l’humanité
Le Statut du TPIR désigne le viol comme étant un acte constitutif de crime contre l’humanité.
L’affaire Akayesu est l’une des plus importantes en droit international concernant la répression du viol et des violences sexuelles. Non seulement cette affaire a permis de faire le lien entre le viol et le génocide, mais elle a également permis de condamner M. Akayesu, sur le fondement de crime contre l’humanité en vertu de l’article 3 (g) de son statut. Cet article condamne le viol « commis dans le cadre d’une attaque généralisée et systématique dirigée contre une population civile quelle qu’elle soit ». 
Trois ans plus tard, le TPIY, dans l’affaire Kunarac confirme que les crimes de violences sexuelles peuvent être constitutifs de crime contre l’humanité,.  

##### Les violences sexuelles: éléments constitutifs du crime de guerre
Des avancées majeures dans la qualification du viol et des violences sexuelles furent accomplies dans le cadre du droit international humanitaire, grâce notamment aux Conventions de Genève.
Le statut du TPIY définit en son article 3 le crime de guerre comme « les violations des lois ou coutumes de la guerre ». L’article, liste de manière non exhaustive une série de comportements qualifiables de violations des lois ou coutumes de guerre, sans y mentionner les violences sexuelles. Cependant ainsi rappelé par l’article, cela n’empêche pas le tribunal de les intégrer dans la qualification de ce crime, dans la mesure où les violences sexuelles sont prohibées par les Conventions de Genève et par ses deux protocoles additionnels. 
Ainsi, dans l’affaire Le Procureur c/ Furundžija, le TPIY inclut dans la qualification du crime de guerre « l’atteinte à la dignité de la personne ». Dans cette affaire le Procureur chargera le défendant, Furundžija, sur le fondement de l’article 3 du statut et l’accusera « d’atteintes à la dignité des personnes y compris le viol ».   
À la lumière des faits présentés, le TPIY jugera que la « dignité personnelle » ainsi que « l’intégrité sexuelle » de la victime ont été violées, constituant des violations aux lois et coutumes de guerre. L’accusé, sera reconnu coupable sur le fondement de l’article 3 du statut. 
De même, dans l’affaire Kunarac et al, la chambre d’instance reconnaîtra Kunarac coupable d’atteinte à la dignité personnelle sur le fondement de l’article 3 du statut, des actes d’humiliations sexuelles. La Chambre affirme que le crime d’atteinte à la dignité requiert : 
« i) que l’accusé soit l’auteur ou le complice d’un acte ou d’une omission généralement perçu comme gravement humiliant, dégradant ou comme autrement gravement attentatoire à la dignité humaine ; et
ii) qu’il ait su que l’acte ou omission pourrait avoir pareil effet ».

##### Approche conventionnelle
L’adoption en 1998 du Statut du Rome, marque à nouveau une avancée majeure dans l’incrimination des violences sexuelles et dans la lutte contre leur impunité. En effet, les rédacteurs de la Convention expriment leur intention d’inclure spécifiquement les crimes sexuelles en tant qu’éléments à part entière constitutifs de crime de génocide, crime contre l’humanité et crime de guerre. À ce titre, le statut de Rome codifie en grande partie la jurisprudence des TPI. Ainsi, le viol mais également, l’esclavage sexuel, la prostitution forcée, la stérilisation forcée ou toute autre forme de violence sexuelle de gravité comparable sont désormais inscrits dans le statut de Rome et, ne relèvent donc plus d’une interprétation large de certains éléments constitutifs du crime de guerre, crime contre l’humanité ou du génocide. 
Le statut de Rome reprend en son article 6 la définition du crime de génocide établie dans les statuts respectifs des TPI. Cependant, il va plus loin, en ce sens que le génocide par l’ « atteinte grave à l’intégrité physique ou mentale » est un comportement qui peut comprendre « mais sans s’y limiter nécessairement, des actes de torture, des viols, des violences sexuelles ou des traitements inhumains ou dégradants »,. Ainsi, le statut mentionne expressément des actes qui ne pouvaient auparavant que se déduire des statuts des TPI. 
S’agissant du crime contre l’humanité, l’article 7 du statut de Rome va également plus loin, mentionnant non seulement le viol, mais également d’autres formes de violences sexuelles, telles que l’esclavage sexuel, la prostitution forcée, la grossesse forcée, la stérilisation forcée ou toute autre forme de violence sexuelle de gravité comparable. De plus, les motifs de persécutions d’un groupe ou d’une collectivité ont été élargis et comprennent aujourd’hui le motif sexiste.
Concernant les crimes de guerre, la définition de l’article 8 reprend les définitions posées dans les statuts respectifs du TPIY et du TPIR, applicable tant dans le cadre des conflits armés internationationaux et non internationaux. Dans le cadre des infractions graves aux Conventions de Genève, l’approche est similaire à celle du statut de TPIY, il n’y a aucune référence aux violences sexuelles. 
Cependant, s’agissant des violations graves aux lois et coutumes, ainsi que pour les violations graves à l’article 3 commun aux Conventions de Genève, l’article mentionne expressément « le viol, l’esclavage sexuel, la prostitution forcée, la grossesse forcée (...), la stérilisation forcée ou toute autre forme de violence sexuelle ». Il opère ainsi renvoi aux définitions des actes constitutifs du crime contre l’humanité.
D’autre part, alors que la définition du viol avait fait l’objet de débats juridiques entre les différents TPI, les éléments constitutifs du viol sont désormais codifiés au sein du Statut de Rome,. Il en va de même des autres crimes sexuels mentionnés dans le statut, tel que l’esclavage sexuel, la stérilisation forcée ou encore la grosses forcée. 

#### Confirmation par le Conseil de sécurité: la lutte contre les violences sexuelles par le biais des résolutions
La première résolution du Conseil de Sécurité témoignant de son implication dans la prévention et la répression des crimes de violences sexuelles est la résolution 1325, adoptée le 31 octobre 2000. Le Conseil de sécurité, dans le cadre de cette résolution mentionne succinctement le viol et « les autres sévices sexuels », mais il n’évoque pas les violences sexuelles de manière explicite. La condamnation de ces crimes est très sommaire. 
Ce n’est qu’en 2008 avec l’adoption de la résolution 1820 que le Conseil de Sécurité condamnera de manière plus explicite les violences sexuelles. Il constate que « l’immense » majorité de ceux qui subissent les conséquences néfastes des conflits armés sont les civils. Les femmes et les enfants, notamment les jeunes filles sont régulièrement prises pour cibles dans le cadre de violences sexuelles, utilisées « notamment comme arme de guerre pour humilier, dominer, intimider, disperser ou réinstaller de force les membres civils d’une communauté ou d’un groupe ethnique ». Le Conseil de Sécurité dénonce ces violences sexuelles « devenus systématiques, généralisés et d’une brutalité épouvantable ». 
Le Conseil de Sécurité reconnaît pour la première fois, que les violences sexuelles peuvent constituer un crime de génocide, un crime contre l’humanité et crime de guerre. La résolution exhorte les États membres de lutter contre l’impunité des auteurs de tels crimes. Les États doivent poursuivre et juger les auteurs, établir des régimes de sanctions adéquats, offrir aux femmes et aux jeunes filles une protection égale devant la loi et un accès à la justice. Le Conseil souligne qu’il s’agit d’une obligation à la charge de tout État, à défaut l’État lui-même pourra être tenu responsable. 
Par la suite d’autres résolutions seront prises, toujours dans le domaine des femmes, de la paix et de la sécurité,,,. 
Les résolutions suivantes du Conseil de Sécurité sont presque toujours similaires. Le Conseil demande aux États de lutter contre l’impunité dont jouissent les auteurs des crimes de violences sexuelles, appelle à une participation des femmes dans la vie politique, culturelle, ou encore militaire, demande la mise en place d’une assistance aux survivants des violences sexuelles et rappelle la nécessité pour les États de prendre des engagements afin de prévenir et de lutter face au fléau des violences sexuelles en période de conflits armés.

## Pénalisation des violences sexuelles en temps de guerre en droit interne: compétence pénale universelle ou quasi universelle
En Droit, la compétence pénale universelle renvoie à la compétence reconnue à un État de poursuivre et juger une infraction alors même qu’il n’existe aucun rattachement direct avec l’infraction, si ce n’est la présence éventuelle de son auteur sur le territoire de l’État. 
Au début du XXe siècle, les États constatent que certaines infractions revêtent un caractère transnational entravant leur répression. Partant, ils décident de mettre en place un régime juridique leur permettant de poursuivre certaines infractions, alors même que ces dernières ont été commises à l’étranger par des étrangers. C’est donc par la voie conventionnelle que les États déterminent quelles infractions feront l’objet d’une compétence universelle. L’un des premiers exemples fut le faux monnayage donnant lieu à la convention du 20 avril 1929 qui, en son article 9, permettait aux États de poursuivre et juger des faits commis à l’étranger par des étrangers.  Par la suite d’autres conventions comporteront des dispositions similaires, notamment la Convention de 1936 pour la répression du trafic illicite des drogues nuisibles  ou encore la Convention de Genève de 1937 pour la prévention et la répression du terrorisme.
À la fin de la seconde guerre, la compétence universelle est nourrie par l’idée que certaines infractions présentent une telle gravité que leur commission porte atteinte à l’ensemble de la communauté internationale, au-delà de leur commission nationale. L’approche conventionnelle de la compétence universelle est alors questionnée notamment à l’occasion des affaires Eichmann et Pinochet.
Dans l’affaire Eichmann, la Cour suprême israélienne a justifié sa compétence sur le caractère que revêtaient les crimes commis par Eichmann, lesquels étaient de jus cogens. La Cour estima que le seul fait que ces crimes étaient des violations de normes de jus cogens, suffisait à lui permettre de poursuivre et de juger les crimes commis. L’Allemagne, également compétente dans la mesure où ces crimes avaient été commis sur son territoire, par l’un de ses ressortissants, aurait pu exiger l’extradition et sa remise, ce qu’elle ne fit pas. Le jugement Israélien a part ailleurs mentionné la renonciation de l’Allemagne à exercer sa compétence.
Dans l’affaire Pinochet, la compétence pénale universelle fut également revendiquée par la justice espagnole. Ce dernier avait été arrêté en Angleterre et l’Espagne demandait son extradition. Cependant, la Chambre des Lords a refusé de fonder la compétence pénale universelle sur la simple nature des crimes, lesquels revêtaient également de violations de normes de jus cogens. En effet, dans un arrêt du 24 mars 1999, la Chambre estime que la compétence pénale universelle doit se fonder sur un instrument international autorisant explicitement l’exercice de la compétence pénale universelle.

### En France
En France, la compétence judiciaire extraterritoriale est encadrée à l’article 689 du Code de procédure pénale. Ce dernier dispose que 
« les auteurs ou complices d’infractions commises hors du territoire de la République peuvent être poursuivis et jugés par les juridictions françaises soit lorsque, conformément aux dispositions du livre Ier du code pénal ou d’un autre texte législatif, la loi française est applicable, soit lorsqu’une convention internationale donne compétence aux juridictions françaises pour connaître de l’infraction ».
Depuis le 9 aout 2010, et l’adoption de la loi portant adaptation du droit pénal à l'institution de la Cour pénale internationale, l’article 689-11 du code de procédure pénale permet désormais aux autorités judiciaires de poursuivre et de juger les crimes relevant de la compétence de la Cour pénale internationale. Soit, le crime de génocide, le crime contre l’humanité, le crime de guerre.
La poursuite de ces crimes par les autorités françaises est cependant subordonnée à quatre conditions : 
- La personne accusée de ces crimes doit résider habituellement sur le territoire français[244]. Autrement dit, la simple présence de l’intéressé sur le territoire ne suffit pas.

- La poursuite de ces crimes ne peut être exercée qu'à la requête du Procureur de la république antiterroriste et si aucune juridiction internationale ou nationale ne demande la remise ou l'extradition de la personne. Ceci signifie que les victimes ne peuvent pas mettre en mouvement l’action publique en se constituant partie civile, outrepassant la décision de ne pas poursuivre du Procureur de la république.
- La compétence des autorités françaises est également subsidiaire et doit respecter le principe fondamental non bis in idem. Principe qui s’oppose à ce qu’une personne soit poursuivie et condamnée pour un même fait à plusieurs reprises.

En vertu du principe de complémentarité des juridictions, le ministère public doit s’assurer que la Cour pénale internationale s’abstient de diligenter des poursuites à l’encontre de la personne accusée. 
- Enfin, en application du principe de la double-incrimination, les crimes commis, tels que définis dans l’article 689-11 doivent :

- Soit être punis par la législation interne de l’État sur le territoire duquel ils ont été commis.
- Soit que l’État de nationalité de l’auteur des crimes, ou l’État sur le territoire duquel les crimes ont été commis soit partie au Statut de Rome.

Si un de ces critères n’est pas rempli, alors la compétence pénale universelle ne pourra pas s’appliquer en France, ce qui constitue une limite importante. En 2021, la Cour de Cassation a, par une interprétation stricte des termes de la loi, confirmé le critère de la double-incrimination, refusant de reconnaître la compétence des juridictions françaises pour juger un ressortissant syrien, poursuivi pour crime contre l’humanité. En effet, la législation interne syrienne ne reconnait pas le crime contre l’humanité de manière autonome, ni ses éléments constitutifs. La Syrie n’est pas non plus partie au Statut de Rome. La décision avait fait craindre à de nombreuses ONG et associations que la France ne devienne un refuge pour les auteurs de crimes contre l’humanité,.   
L’essence même de cette compétence dans la législation française est de lutter contre l’impunité des auteurs des crimes les plus graves, la condition de la double incrimination semble à certains auteurs démesurée au regard de cet objectif, aboutissant à des interprétations choquantes de la loi par les juges et à rebours même de l’ambition affichée par la France de lutter contre l’impunité des auteurs de crimes graves. 
L’arrêt rendu par le Cour de Cassation a cependant embarrassé le gouvernement qui a assuré dans un communiqué conjoint du ministère de l’Europe et des Affaires étrangères et du ministère de la Justice, se tenir prêt au regard des prochaines décisions de justice, à redéfinir un cadre législatif. 
Pour autant, ces verrous ne rendent pas impossible toute condamnation. En effet le 2 novembre 2022, Kunti Kamara, un ancien chef rebelle libérien a été condamné à la réclusion criminelle à perpétuité par la Cour d’assise de Paris. L’homme âgé de quarante-sept ans a été reconnu coupable d’actes de torture, barbarie et crimes contre l’humanité, notamment pour le viol et la mise en esclavage sexuel de nombreuses femmes. Ces crimes ont été commis lors de la première guerre civile au Libéria (1989-1996), il aura donc fallu près de 25 ans, pour que l’auteur soit arrêté, poursuivi et jugé. 
Ces dispositions constituent, dans une certaine mesure un arsenal juridique supplémentaire dans la lutte contre l’impunité des auteurs de crimes de masse. Les victimes de violences sexuelles en période de conflit armé peuvent également compter sur la justice interne des États reconnaissant leur compétence universelle pour certains crimes internationaux. 

## La réparation des violences sexuelles en temps de guerre
La question de la réparation des victimes de violences sexuelles dans le cadre des conflits armée, est abordée par le droit international.
Le document de référence aujourd’hui est la résolution sur les Principes fondamentaux et directives concernant le droit à un recours et à réparation des victimes, adoptée par l’Assemblée générale des Nations unies le 16 décembre 2005. Cette résolution est l’aboutissement d’un processus ayant débuté dans les années 1990 et était attendue par de nombreuses organisations de protection des droits de l’Homme. Elle reconnait un droit international à réparation pour toutes les victimes de violations graves et systématiques du droit international des droits de l’Homme et humanitaire. Elle va également déterminer les modalités de cette réparation. 
Les paragraphes 15 à 24 de la résolution sur Les Principes et directives, se concentrent spécifiquement sur la réparation des préjudices subis et soulignent que les victimes doivent bénéficier « d’une réparation adéquate, effective et rapide » et que cette dernière doit « être à la mesure de la gravité de la violation et du préjudice subi ». Le paragraphe 18 dresse une liste des différentes formes de réparation adéquates à savoir, la restitution, l’indemnisation, la satisfaction et les garanties de non-répétition. En ce sens, la résolution est directement inspirée du Projet d’Articles de 2001, lui-même inspiré dans une certaine mesure des droits internes des États. Les garanties de non-répétition sont également associées à la réparation et non à la question de la cessation du fait internationalement illicite. 

### L’indemnisation pécuniaire
S’agissant plus précisément de l’indemnisation, le paragraphe 20 de la résolution dispose qu’ « Une indemnisation devrait être accordée pour tout dommage résultant de violations flagrantes du droit international des droits de l’homme et de violations graves du droit international humanitaire, qui se prête à une évaluation économique, selon qu’il convient et de manière proportionnée à la gravité de la violation et aux circonstances de chaque cas, tel que : a) Le préjudice physique ou psychologique ; b) Les occasions perdues, y compris en ce qui concerne l’emploi, l’éducation et les prestations sociales ; c) Les dommages matériels et la perte de revenus, y compris la perte du potentiel de gains ; d)  Le dommage moral ; e)  Les frais encourus pour l’assistance en justice ou les expertises, pour les médicaments et les services médicaux et pour les services psychologiques et sociaux ».
Une indemnisation doit pouvoir être accordée à toute victime de violations graves des droits humains et humanitaires. Il est intéressant de noter ici que, l’article opère une distinction entre d’un côté l’indemnisation au titre de la compensation, à savoir du préjudice moral, physique ou matériel et de l’autre l’indemnisation à d’autres fins, notamment la perte de chances, la réadaptation sociale ou encore le remboursement des frais de justices. 
Au niveau des juridictions, la Cour internationale de Justice, accorde quasi systématiquement des indemnisations lorsqu’il s’agit de réparer un préjudice individuel. Ainsi par exemple, dans l’affaire Diallo, dans laquelle la Guinée agissait en protection diplomatique, prenant fait et cause pour son ressortissant, la Cour estime que « [l]a réparation due à la Guinée à raison des dommages subis par M. Diallo doit prendre la forme d’une indemnisation »,. Dans cette optique, l’indemnisation permettait de recouvrir à la fois les préjudices matériels et moraux de M. Diallo.
Il en va de même pour les Cours régionales de protection des droits de l’Homme qui tendent à accorder une réparation sous la forme pécuniaire aux individus victimes de violations de leurs droits par un État,,.
L’indemnisation semble à première vue, la forme de réparation la plus adéquate dans le cadre des violences sexuelles, puisqu’elle permet de compenser à la fois le préjudice physique et moral, mais va également permettre à la victime de se reconstruire. La perte de chance, est une notion qui pourrait être particulièrement appropriée pour les victimes de violences sexuelles dans les États qui connaissent des stéréotypes de genre très présent. Dans ces sociétés où la valeur de la femme est profondément attachée à la virginité, au mariage ou encore à la maternité, les souffrances de la victime ne s’arrêtent pas aux souffrances psychologiques et physiques. Les violences sexuelles sont interprétées d’une manière telle, que les femmes violées sont considérées comme « ternies », « gâchées ». Compte tenu de ces considérations, ces dernières sont parfois exclues, rejetées de la famille voire de la société. Elles sont livrées à elle-même sans pécule éducatif ou économique, ainsi la question de la perte de chance pour les survivantes de violences sexuelles est réelle. L’indemnisation, leur permettrait peut-être de reprendre des études, d’obtenir des médicaments et d’accéder aux services médicaux, psychologiques et sociaux souvent inaccessibles car trop onéreux et ainsi de lutter contre la précarité à laquelle elles peuvent être livrées,.

### La réadaptation et la satisfaction
D’autres formes de réparation peuvent répondre aux besoins des victimes de violences sexuelles, soit en complément d’une indemnisation ou à part.
Le paragraphe 21 de la directive de 2006 énonce que « La réadaptation devrait comporter une prise en charge médicale et psychologique ainsi que l’accès à des services juridiques et sociaux ». 
La réadaptation permettrait aux victimes de violences sexuelles d’accéder à une aide ainsi que des soutiens matériels, médicaux et psychologiques. La réadaptation en nature, permettrait d’imposer à l’État responsable du fait internationalement illicite de participer à la construction de cliniques médicales, de centres de réadaptation pour les victimes de violences sexuelles, une assistance pour les soins des enfants, la mise en place de programmes de santé et d’assistance sociale. La réadaptation peut également être versée sous forme pécuniaire, dans ce cas il convient de distinguer le montant relevant de l’indemnisation et celui relavant de la réadaptation. Ces dernières impliquent des diagnostics médicaux, des hospitalisations, des actes chirurgicaux, ou encore des médicaments.
Cette forme de réparation s’avère particulièrement adaptée pour les victimes de violences sexuelles, notamment dans les États où les structures médicales sont rares, l’accès aux médicaments particulièrement difficile et où il existe très peu de structures habilitées à accueillir les victimes de violences sexuelles et à les accompagner sur plan psychologique. 
Enfin, la satisfaction peut également être une forme de réparation adéquate pour les victimes de violences sexuelles. La satisfaction englobe de nombreuses mesures non pécuniaires pouvant participer à la réparation intégrale des victimes, notamment la reconnaissance publique. Il s’agit d’un acte politique fort, témoignant de la reconnaissance officielle de ces faits. Pour les victimes de violences sexuelles, de manière générale, il est difficile de prendre la parole pour témoigner des faits subis et malheureusement lorsque la parole se libère, la victime doit parfois faire face aux accusations de mensonges parce que par exemple les évènements qu’elle a subis sont tenus secrets, cachés. La satisfaction peut prendre différentes formes, telles que des excuses officielles, la reconnaissance de la violation, l’expression de regrets. 
Sur ce point la jurisprudence de la Cour interaméricaine des droits de l’Homme va beaucoup plus loin que toutes les autres Cours régionales de protection des droits de l’Homme et dispose d’une large gamme de mesures de réparation. Dans le cadre de violations graves des droits humains, elle associe régulièrement à l’indemnisation, des mesures symboliques, qui ont l’avantage de répondre à la spécificité de la violation. Ces mesures sont percutantes et bénéficient d’une plus grande visibilité. Ainsi, la Cour a régulièrement ordonné à l’État responsable de rechercher des auteurs des violations graves, de les juger et de condamner les coupables. En 2001 la Cour ordonne pour la première fois à un État d’adopter un acte public de reconnaissance de responsabilité, par la suite elle ordonnera régulièrement cette mesure de satisfaction,,. Parmi les autres mesures symboliques la Cour a également prononcé, en l’honneur des victimes, l’attribution de leur nom à certains établissements publics ou privés, ainsi que la construction de monuments en leur mémoire,,.
La Cour n’hésite pas non plus à accorder des mesures de réadaptation conformément au paragraphe 21 de la résolution A/RES/60/147. Ainsi elle a octroyé des bourses d’études aux familles des victimes de violations graves des droits humains, voire à l’ensemble de la société au nom des victimes. En 2005 dans l’affaire Serrano-Cruz Sisters v. El Salvador, la Cour a ordonné l’instauration d’un jour de commémoration dédié à la mémoire des enfants disparus durant le conflit interne au Salvador.
Les mesures de réparation sont nombreuses et elles doivent être adaptées aux victimes de violences sexuelles.